# Вальтер фон Дік
Вальтер Франц Антон фон Дік (або Дікк, нім. Walther Franz Anton von Dyck, 1856—1934) — німецький математик, учень Фелікса Кляйна. Праці в галузі загальної алгебри, геометрії, топології, теорії потенціалу. Академік Баварської академії наук (1892), член товариства «Леопольдина» (1887). Кавалер ордена Максиміліана «За досягнення в науці та мистецтві» (1934). Голова Товариства німецьких натуралістів та лікарів.

## Життєпис
Народився у Мюнхені в родині художника Германа Діка; дворянську приставку «фон» заслужив пізніше (1901 року). За тогочасним звичаєм, навчався поперемінно в кількох університетах (у Мюнхені, Берліні, Лейпцигу). 1879 року захистив дисертацію під керівництвом Фелікса Кляйна.
1880 року Кляйн залишив Мюнхен, щоб зайняти кафедру геометрії в Лейпцигу. Дік поїхав з ним і обійняв посаду помічника Кляйна. Там успішно провів габілітацію і 1882 року отримав право викладати в університеті. У цей період зробив важливий внесок у теорію груп, опублікувавши дві статті в журналі Mathematische Annalen.
1884 року отримав запрошення стати професором у нещодавно організованому Мюнхенському політехнікумі, де залишався до кінця життя, маючи велику пошану. У 1903—1906 і 1919—1925 роках Дік був ректором Політехнікуму, який під його керівництвом здобув статус Мюнхенського технічного університету. Серед його відомих учнів — Мартін Вільгельм Кутта.
5 березня 1901 року Діка нагороджено орденом «За заслуги» Баварської корони і зведено, відповідно до статуту Ордену, у дворянську гідність, із правом на титул «фон Дік».
У складі ініціативної групи з трьох осіб, домігся відкриття у Мюнхені Німецького музею досягнень природничих наук та техніки (1903). З інших важливих робіт — опублікування повного зібрання творів Кеплера, включно зі всіма його листами.

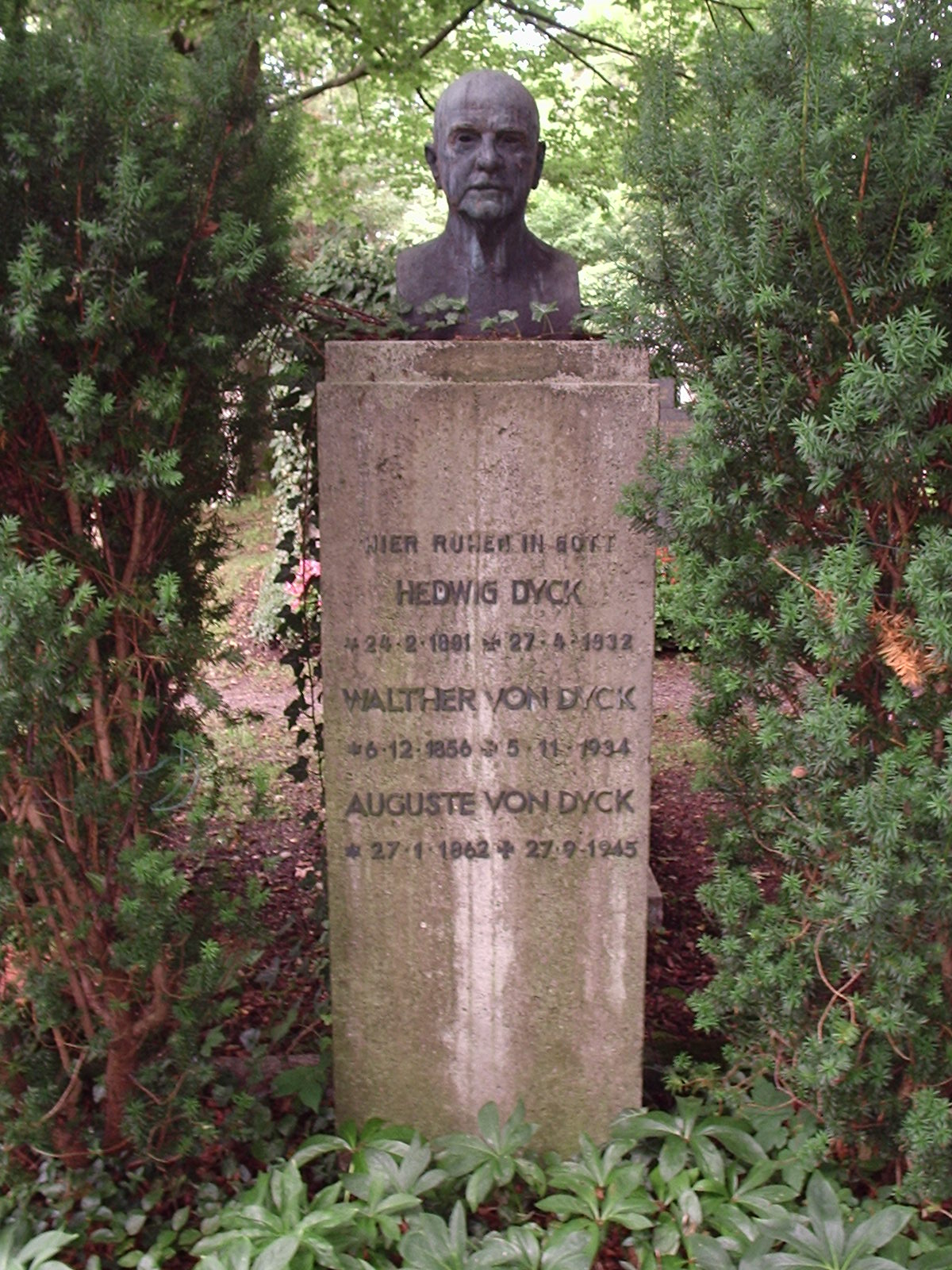
Пам'ятник на могилі Вальтера фон Діка на Зольнському цвинтарі

1908 року був доповідачем Міжнародного конгресу математиків у Римі.
Помер у 1934 року, похований на Зольнському цвинтарі у Мюнхені.

## Наукова діяльність
Творчість Діка розвивалася під сильним впливом ідей Артура Кейлі. Він одним із перших дав сучасне визначення абстрактної групи, заклав основи комбінаторної теорії груп (1882), досліджував дискретні та неперервні групи. Застосував цю теорію до геометричних груп скінченних обертань, груп перетворень, теоретико-числових груп.
При дослідженні абстрактних груп широко використовував теорію рівнянь, теорію чисел та теорію нескінченних перетворень, систематично досліджував способи задання групи породжувальними елементами та відношеннями. Дав перше загальне дослідження вільних груп (1882). Узагальнив формулу Гауса — Бонне на неоднозв'язні області.

## Пам'ять
Ім'я вченого має низка термінів і теорем математики.
- Формальна «мова Діка»
- Поверхня Дика
- Групи фон Діка
- Граф Діка
- Шляхи Діка

## Деякі праці
- Gruppentheoretische Studien (mit drei lithographirten Tafeln), Math. Ann., vol. 20, 1882, p. 1-44.
- Gruppentheoretische Studien II — Ueber die Zusammensetzung einer Gruppe discreter Operationen, über ihre Primitivität und Transitivität, Math. Ann., vol. 22, 1883, p. 70-108.
- Katalog mathematischer und mathematisch-physikalischer Modelle, Apparate und Instrumente, Munich, Universitätsbuchdruckerei von C. Wolf & Sohn, 1892.